# Struthanthus
Struthanthus là một chi thực vật thuộc họ Loranthaceae. Chi này có khoảng 50 loài, sinh sống ở vùng nhiệt đới châu Mỹ. Danh sách các loài như sau (tuy nhiên danh sách này có thể chưa đủ):

## Các loài
- Struthanthus acostensis L.A.González & J.F.Morales
- Struthanthus acuminatus (Ruiz & Pav.) Blume ex J.F.Macbr.
- Struthanthus aequatoris Kuijt
- Struthanthus alni Bartlett
- Struthanthus angustifolius (Griseb.) Hauman
- Struthanthus armandianus Rizzini
- Struthanthus attenuatus (Pohl) Eichler
- Struthanthus brachybotrys Standl. & Steyerm.
- Struthanthus burgeri Kuijt
- Struthanthus calophyllus A.C.Sm.
- Struthanthus capitatus Lundell
- Struthanthus cassythoides Millsp. ex Standl.
- Struthanthus citricola Mart.
- Struthanthus concinnus Mart.
- Struthanthus condensatus Kuijt
- Struthanthus confertus Mart.
- Struthanthus corymbifer Rizzini
- Struthanthus costaricensis Standl.
- Struthanthus crassipes (Oliv.) Eichler
- Struthanthus cuspidatus Mart.
- Struthanthus deppeanus (Schltdl. & Cham.) G.Don
- Struthanthus dorothyae Rizzini
- Struthanthus elegans Mart.
- Struthanthus flexicaulis Mart.
- Struthanthus flexilis (Rusby) Kuijt
- Struthanthus gracilis (Gleason) Steyerm. & Maguire
- Struthanthus hartwegii (Benth.) Standl.
- Struthanthus interruptus (Kunth) G.Don
- Struthanthus johnstonii Standl. & Steyerm.
- Struthanthus lehmannii Engl.
- Struthanthus lewisii Kuijt
- Struthanthus lojae Kuijt
- Struthanthus macrostachyus Lundell
- Struthanthus marginatus (Desr.) G.Don
- Struthanthus martianus Dettke & Waechter
- Struthanthus matudae Lundell
- Struthanthus meridionalis Kuijt
- Struthanthus microstylus Rizzini
- Struthanthus oerstedii (Oliv.) Standl.
- Struthanthus orbicularis (Kunth) Eichler
- Struthanthus palmeri Kuijt
- Struthanthus papillosus Standl. & Steyerm.
- Struthanthus pentamerus Rizzini
- Struthanthus phaneroneurus Standl.
- Struthanthus phillyreoides (Kunth) G.Don
- Struthanthus planaltinae Rizzini
- Struthanthus polyanthus Mart.
- Struthanthus porrectus Rizzini
- Struthanthus pusillifolius Rizzini
- Struthanthus quadrangularis Kuijt
- Struthanthus quercicola (Schltdl. & Cham.) D.Don
- Struthanthus radicans (Cham. & Schltdl.) Eichler
- Struthanthus retusus Blume
- Struthanthus rhynchophyllus Eichler
- Struthanthus rotundatus Rizzini
- Struthanthus rubens Mart.
- Struthanthus rufofurfuraceus Rizzini
- Struthanthus salicifolius Mart.
- Struthanthus sarmentosus Blume
- Struthanthus schultesii Kuijt
- Struthanthus staphylinus Mart.
- Struthanthus subtilis Kuijt
- Struthanthus syringifolius (Mart.) Mart.
- Struthanthus tacanensis Lundell
- Struthanthus tenuis Pacz.
- Struthanthus terniflorus (Willd.) Klotzsch
- Struthanthus tetraqueter Mart.
- Struthanthus uraguensis (Hook. & Arn.) G.Don
- Struthanthus vulgaris (Vell.) Mart.
- Struthanthus woodsonii Cufod.

## Hình ảnh

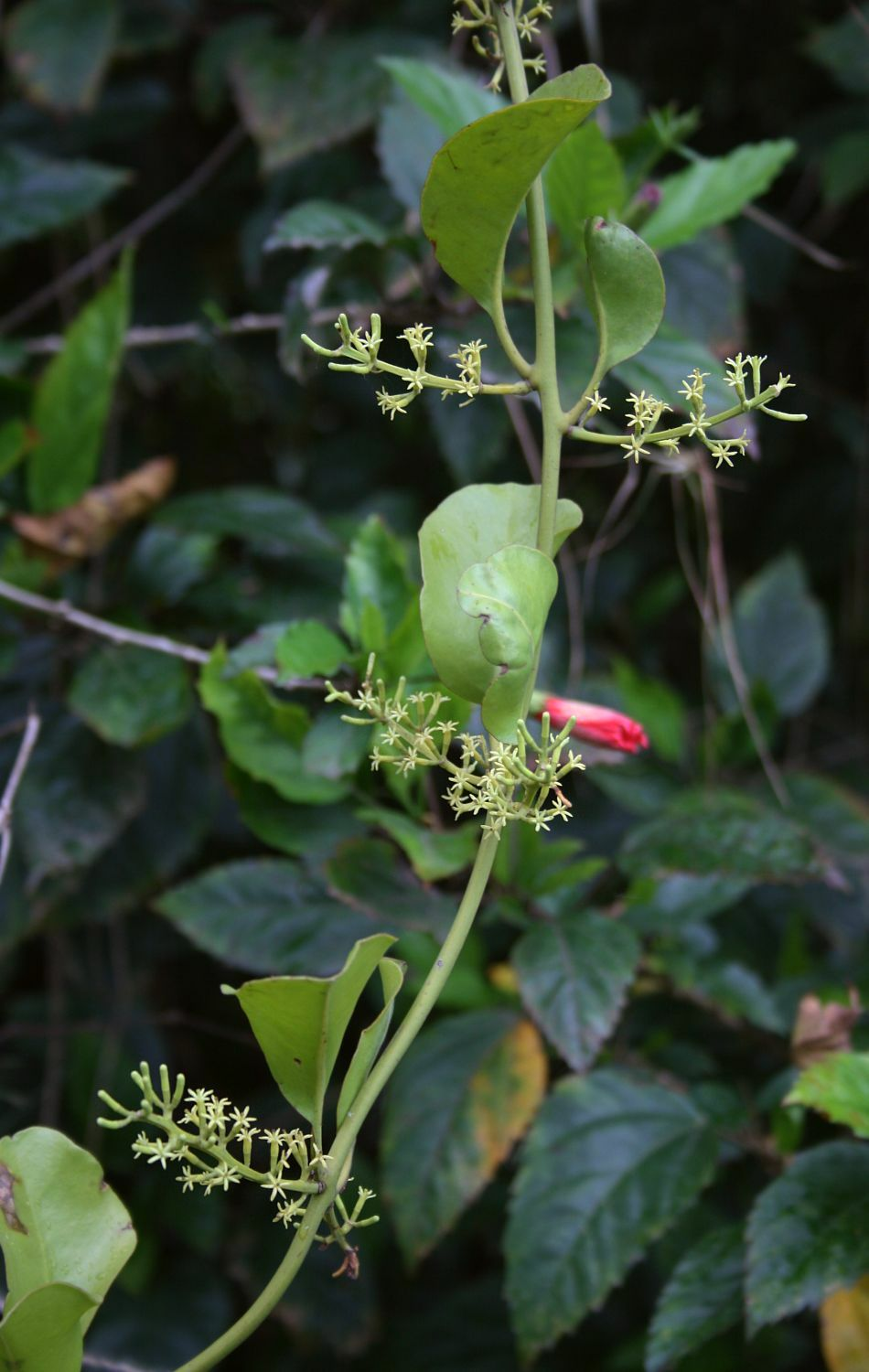